# Commerz Real Investmentgesellschaft
Die Commerz Real Investmentgesellschaft mbH (CRI; bis 2008: Commerz Grundbesitz Investmentgesellschaft mbH, CGI) ist die Kapitalverwaltungsgesellschaft des Vermögensverwalters Commerz Real für den offenen Immobilienfonds Hausinvest (Eigenschreibung hausInvest). Sitz der Gesellschaft ist Wiesbaden.
Am 31. März 2020 verwaltete die Kapitalverwaltungsgesellschaft ein Fondsvermögen von 16,1 Milliarden Euro. Im Geschäftsjahr 2019/20 wurden 32,8 Millionen Anteile ausgegeben, woraus dem Sondervermögen Mittel in Höhe von 1,4 Milliarden Euro zuflossen. Das Sondervermögen erwirtschaftete im selben Geschäftsjahr rund 558 Millionen Euro. Das Unternehmen erwirtschaftete 162,5 Millionen Euro Provisionserträge im Geschäftsjahr 2018, überwiegend als Verwaltungsvergütung des Hausinvest-Fonds.

## Geschichte
Gesellschafter der CRI ist die Commerz Real AG. Diese entstand durch den Zusammenschluss der Commerz Grundbesitz Gruppe und der CommerzLeasing und Immobilien AG im September 2007.
Seit März 2004 gab es zusätzlich den weltweit tätigen Fonds Hausinvest global. Am 30. September 2010 wurden die beiden Fonds unter dem Namen Hausinvest fusioniert.
Der Fonds Hausinvest wies per 31. März 2014 ein Fondsvermögen von 9,429 Milliarden Euro aus.